# Tusind timer
|  | Denne artikel er oprettet af botten Steenthbot ud fra en ekstern database. Den kan derfor have sproglige fejl eller mangler. Denne skabelon kan fjernes efter kontrol af indholdet. |

Tusind timer er en dansk spillefilm fra 2022 instrueret af Carl Moberg.

## Handling
Sangerinden Anna er i slut tyverne og har et band sammen med guitaristen Thomas. De er kun venner, men da bandets trommeslager dør forandres alt. Thomas tager på turné med en mere etableret musiker og Anna efterlades med et band der er ved at gå i opløsning. Hun forfølger sin musikerdrøm ved at flytte til Berlin og det er først der, langt senere, at hun og Thomas mødes igen. Da han en dag pludselig dukker op i hendes kollektiv, hvor hun bor med sin nye kæreste.